# Wii Music
(Shigeru Miyamoto)
Wii Music (Wiiミュージック?, Wī Myūjikku) è un videogioco musicale creato da Nintendo che appartiene alla serie Wii.

## Modalità di gioco
Il gioco è diviso in cinque modalità: performance, minigiochi, lezioni, video e batteria.

### Performance
La modalità principale di Wii Music è Performance, permette di eseguire un'improvvisazione oppure un brano musicale. Con l'improvvisazione il giocatore sceglie uno strumento e suona con un ritmo scelto dal giocatore stesso. Suonando in questa sotto-modalità si aggiungono i Domisol con vari strumenti per accompagnarli. Il brano personalizzato consiste invece nella scelta di un brano e di uno scenario. Il giocatore può scegliere il suo strumento, può modificare il ritmo, togliere fino a cinque parti, e può cambiare lo stile del brano. Nel brano "casuale" lo stile e gli strumenti sono casuali.

### Lezioni
Le spiegazioni base del gioco vengono introdotte con le lezioni del maestro Sebastian Domisol, (parodia di Bach) l'insegnante di Wii Music.

### Minigiochi
All'interno dello stesso videogioco esistono altri tre minigiochi, tutti disponibili sia in un giocatore, sia in più giocatori fino a 4 giocatori.
- Direttore d'orchestra: questo minigioco consiste nel dirigere l'orchestra utilizzando il Telecomando Wii come una bacchetta. Alla fine dell'esecuzione verrà assegnato un punteggio in base alla propria performance.
- Sinfonia di campanelle: ogni Mii ha due campanelle di colori distinti; il giocatore dovrà usare il Telecomando Wii e il Nunchuck per suonare queste campanelle: se il giocatore impugna con la mano destra il telecomando Wii, scuotendolo il Mii suonerà la campanella di sinistra, mentre scuotendo il Nunchuck suonerà quella a destra. Alla fine dell'esecuzione viene assegnato un punteggio al proprio Mii in base alla propria perfomance.
- Indovina la nota: al giocatore viene posta una serie di esercizi che implicano la scelta di un gruppo musicale che soddisfi una determinata richiesta, ad esempio viene chiesta la nota più alta.

### Video
Un Mii, da solo, insieme ai Mii o ai Domisol, può girare un video musicale della sua performance in 10 scenari. Vengono dati anche casualmente un nome della band.
- Palco pop (sbloccabile dall'inizio)
- Malga montana (sbloccabile dall'inizio)
- Disco club (sbloccabile dall'inizio)
- Palco goloso (sbloccabile dall'inizio)
- Gita sul lungomare (sbloccabile dopo la lezione Rock standard)
- Palazzo melodioso (sbloccabile dopo la lezione Rock standard)
- Viaggio spaziale (sbloccabile dopo la lezione Rock avanzata)
- Sala concerti (concludendo "Direttore d'orchestra")
- Giardino pubblico (concludendo "Sinfonia di Campanelle")
- Aula di musica (concludendo "Indovina la nota")

### Batteria
In questa modalità (che richiede l'utilizzo della Wii Balance Board) è possibile seguire un corso di batteria guidato da Bob Domisol oppure eseguire uno dei cinquanta brani presenti nel gioco.

## I Domisol
Il gruppo dei fratelli di Sebastian Domisol, i Domisol, che parlano in maniera incomprensibile è formato da:
- Pedro Domisol, che suona nel ruolo degli accordi.
- Bob Domisol, che suona nel ruolo della prima percussione.
- Billy Domisol, che suona nel ruolo dei bassi.
- J.J. Domisol, che suona nella seconda melodia.
- Natalie Domisol, che suona nella seconda percussione.
- Susie Domisol, che suona nella prima melodia.

## I brani
Le canzoni suonate in Wii Music possono essere di vario genere, anche se sono solamente degli estratti.

### Musica classica
- Preludio, da Carmen (Georges Bizet) (disponibile anche in Direttore d'orchestra)
- Largo in Re minore, dalla sinfonia Dal nuovo mondo (Antonín Dvořák)
- Allegro, da Eine kleine Nachtmusik (Wolfgang Amadeus Mozart)
- Scena, da Il lago dei cigni (Pëtr Il'ič Čajkovskij)
- Inno alla gioia, dalla Sinfonia n. 9 (Ludwig van Beethoven) (disponibile anche in Direttore d'orchestra)
- Primavera in Mi maggiore, da Le quattro stagioni (Antonio Vivaldi) (disponibile solo in Direttore d'orchestra)
- Marcia nuziale, da Lohengrin (Richard Wagner)
- Minuetto in Sol maggiore (Christian Petzold)
- Valzer Sul bel Danubio blu (Johann Strauß II)

### Musica tradizionale
- American Patrol (Stati Uniti, marcia, swing)
- Bzz, bzz, bzz (Germania, disponibile solo in Sinfonia di campanelle)
- Desde Santurce a Bilbao (Spagna)
- Do-Re-Mi (musical dal film della 20th Century Studios Tutti insieme appassionatamente, disponibile anche in Sinfonia di campanelle)
- Flohwalzer (Portogallo, marcia)
- Frà Martino (Francia)
- Hänschen klein (Germania)
- La Bamba (Messico)
- La cucaracha (Messico)
- L'albero di Natale (Germania, disponibile anche in Sinfonia di campanelle)
- Long, Long Ago (Regno Unito)
- My Grandfather's Clock (Stati Uniti, disponibile anche in Sinfonia di campanelle)
- Oh My Darling, Clementine (Stati Uniti)
- Sakura Sakura (Giappone)
- Scarborough Fair (Gran Bretagna)
- Sulle onde (Messico, valzer)
- Sur le pont d'Avignon (Francia)
- Tanti auguri a te (Stati Uniti)
- The Entertainer (Stati Uniti, rag time)
- Troika (Russia)
- Turkey in the Straw (Stati Uniti)
- Twinkle, Twinkle, Little Star (Francia, disponibile anche in Direttore d'orchestra)
- Yankee Doodle (Regno Unito)

### Musica pop
- Chariots of Fire (1981, Vangelis)
- Daydream Believer (1967, The Monkees)
- Every Breath You Take (1983, The Police)
- I'll Be There (1970, The Jacksons 5)
- I've Never Been to Me (1977/1982, Charlene)
- Jingle Bell Rock (1957, Bobby Helms)
- Material Girl (1984, Madonna)
- Please Mr. Postman (1963, The Beatles)
- September (1978, Earth, Wind & Fire)
- Sukiyaki (1961/1963, Kyū Sakamoto, disponibile anche in Sinfonia di campanelle)
- The Loco-Motion (anni '60, Little Eva)
- Wake Me Up Before You Go-Go (1984, Wham!)
- Woman (1981, John Lennon)

### Musica di videogiochi
- Animal Crossing (Nintendo DS) (2005)
- Animal Crossing - KK. Blues (Nintendo DS) (2005)
- F-Zero - Mute City (SNES) (1990)
- Super Mario Bros. (NES) (1985)
- The Legend of Zelda (NES, disponibile anche in Direttore d'orchestra) (1986)
- Wii Music (Wii) (2008)
- Wii Sports (Wii) (2006)

## Gli strumenti
Il gioco contiene 66 strumenti (alcuni sbloccabili solo andando avanti nel gioco) che il giocatore può dividere in sette stili basati sul modo di suonare: percussioni, batteria, chitarra, tromba, violino, traverso e altri stili.

### Stile percussioni
Il colore dei nomi degli strumenti a percussioni è giallo. Il giocatore suona le percussioni muovendo il Telecomando Wii e il Nunchuck come se premesse dei tasti, o come nel caso di alcuni stravaganti strumenti, agitando le mani.
- Pianoforte
- Pianoforte spaziale
- Pianoforte giocattolo
- Clavicembalo
- Arpa
- Dulcimer
- Marimba
- Vibrafono
- Steel drum
- Campanelle
- Costume da cane
- Costume da gatto
- Timpano
- Rapper

### Stile batteria
I nomi delle batterie sono azzurri. I comandi delle batterie sono gli stessi delle percussioni.
- Batteria standard
- Batteria rock
- Batteria jazz
- Batteria latina
- Batteria reggae
- Batteria per ballate
- Batteria spaziale
- Tamburo da parata
- Grancassa (comprende il gong)
- Taiko
- Conga
- Conga spaziali
- Djembe
- Timbales
- Maracas
- Tamburello
- Sonagli
- Nacchere
- Campanaccio
- Battimani
- Beatboxer
- Katate
- Cheerleader

### Stile chitarra
I nomi degli strumenti dello stile chitarra sono di colore arancione. Il giocatore tiene in alto il Nunchuck e il Telecomando Wii lo agita simulando una chitarra reale. Nonostante questa categoria sia nominata "chitarre" ci sono anche bassi che si suonano comunque come la chitarra.
- Chitarra acustica
- Ukulele
- Chitarra elettrica
- Chitarra spaziale
- Banjo
- Sitar
- Shamisen
- Scacciapensieri
- Basso elettrico
- Contrabasso
- Basso spaziale

### Stile tromba
Il giocatore suona lo stile tromba posizionando il Telecomando Wii davanti alla propria bocca e premendo i tasti 1/2 si emettono i suoni, la maggior parte delle trombe ha la possibilità di prolungare il suono al posto di limitarlo alla sola nota che deve eseguire in un determinato momento. Inoltre, nelle trombe il giocatore può intensificare il volume inclinano il telecomando Wii verso l'alto.
- Tromba
- Corno spaziale
- Sassofono
- Clarinetto
- Flauto dolce
- Fisarmonica
- Cornamusa
- Corno NES
- Voce
- Tuba

### Stile violino
Nella categoria violini fanno parte tutti gli strumenti ad arco. Per emettere un suono il giocatore preme un tasto e, con il Nunchuck sollevato circa fino al petto, muove a sinistra e a destra il Telecomando Wii.
- Violino
- Violoncello

### Stile traverso
Lo stile traverso è rappresentato da alcuni strumenti, con dei nomi scritti in violetto. Il giocatore impugna il telecomando alle estremità, utilizzando i pulsanti 1/2 e alza e abbassa il telecomando per cambiare il volume.
- Flauto traverso
- Armonica a bocca

### Altri stili
Gli altri stili sono rappresentati da una scritta verde e sono diversi sia tra loro sia dagli altri stili, differenziandosi. I tasti A/B sul telecomando o i tasti C/Z sul Nunchuck possono modificare i suoni secondo questo criterio: per i destrimani, ad esempio, se il giocatore tiene premuto il tasto A o il tasto B sul telecomando, alla prossima scossa del telecomando produrrà un suono diverso; stessa cosa accadrà per il Nunchuck con i tasti C /Z.
- Piatti da DJ: con il Telecomando Wii in una mano e il Nunchuck nell'altra, il giocatore muove i controller come fossero dei veri piatti.
- Güiro: il giocatore tiene il telecomando con il Nunchuck in ambo le mani, e, tenendo il telecomando in orrizontale con una mano, lo scuote.
- Cuíca: i comandi sono gli stessi del Güiro.
- Fischietto: i comandi sono gli stessi degli strumenti a fiato, anche per quanto riguarda la posizione.

## I ruoli
In ogni musica ci sono dei ruoli: 1º melodia, 2º melodia, percussioni (1), percussioni (2), accordi, bassi.

## Arrangiamenti
Esistono diversi generi musicali con i quali il giocatore può arrangiare un pezzo. Di questo i primi 11 sono disponibili sia nella modalità "Performance personalizzata" che nella modalità "Performance casuale". Gli altri sono disponibili solo nella modalità "Performance casuale".
| Genere          | 1º melodia         | 2º melodia         | Accordi               | Bassi             | 1º percussione       | 2º percussione    |
| --------------- | ------------------ | ------------------ | --------------------- | ----------------- | -------------------- | ----------------- |
| Rock            | Chitarra elettrica | Chitarra elettrica | Corno spaziale        | Basso elettrico   | Batteria rock        | Tamburello        |
| Pop             | Pianoforte         | Vibrafono          | Chitarra acustica     | Basso elettrico   | Batteria standard    | Tamburello        |
| Marcia          | Tromba             | Tromba             | Tromba                | Tuba              | Grancassa            | Tamburo da parata |
| Jazz            | Sassofono          | Vibrafono          | Pianoforte            | Contrabbasso      | Batteria jazz        | Conga             |
| Classica        | Violino            | Violino            | Clavicembalo          | Violoncello       | -                    | -                 |
| Hawaiana        | Ukulele            | Ukulele            | Ukulele               | Contrabbasso      | Maracas              | Conga             |
| Reggae          | Steel drum         | Steel drum         | Pianoforte            | Basso elettrico   | Batteria reggae      | -                 |
| Latina          | Tromba             | Sassofono          | Marimba               | Basso elettrico   | Batteria latina      | Maracas           |
| Giapponese      | Flauto traverso    | -                  | -                     | Shamisen          | Taiko                | sonagli           |
| Tango           | Violino            | Pianoforte         | Fisarmonica           | Contrabbasso      | Tamburo da parata    | Nacchere          |
| Elettronica     | Vibrafono          | Chitarra spaziale  | Pianoforte spaziale   | Basso spaziale    | Piatti da DJ         | Battimani         |
| Ballata         | Sassofono          | Pianoforte         | Pianoforte            | Basso elettrico   | Batteria per ballate | Conga             |
| Country         | Armonica           | Scacciapensieri    | Banjo                 | Contrabbasso      | Campanaccio          | Maracas           |
| Soul            | Tromba             | Sassofono          | Pianoforte spaziale   | Basso spaziale    | Batteria standard    | Battimani         |
| Flamenco        | Violino            | Violino            | Chitarra acustica     | Chitarra acustica | Battimani            | Nacchere          |
| Europea         | Clarinetto         | Violino            | Dulcimer              | Tuba              | Tamburo da parata    | Nacchere          |
| Salsa           | Tromba             | Vibrafono          | Chitarra acustica     | Basso elettrico   | Timbales             | Conga             |
| Africana        | Marimba            | Marimba            | Marimba               | Marimba           | Djembe               | Conga             |
| Acustica        | Voce               | Banjo              | Chitarra acustica     | Chitarra acustica | Maracas              | Conga             |
| Celtica         | Cornamusa          | Cornamusa          | Chitarra acustica     | Contrabbasso      | Grancassa            | Tamburello        |
| Orchestrale     | Flauto traverso    | Tromba             | Violino               | Timpani           | Tamburo da parata    | -                 |
| Colonna sonora  | Pianoforte         | Chitarra acustica  | Clavicembalo          | Timpani           | Tamburo da parata    | Maracas           |
| Folk            | Flauto dolce       | Fisarmonica        | Chitarra acustica     | Contrabbasso      | Grancassa            | Maracas           |
| Samba           | Flauto traverso    | Marimba            | Chitarra acustica     | Basso elettrico   | Cuíca                | Fichietto         |
| Cinema francese | Fisarmonica        | Clarinetto         | Clavicembalo          | Contrabbasso      | Güiro                | Tamburello        |
| Esotica         | Sitar              | Sitar              | Dulcimer              | Sitar             | Djembe               | -                 |
| Spaziale        | Corno spaziale     | Chitarra spaziale  | Pianoforte spaziale   | Basso spaziale    | Batteria spaziale    | Conga spaziali    |
| Con campanelle  | Campanelle         | Campanelle         | Campanelle            | Campanelle        | Sonagli              | -                 |
| Eurobeat        | Corno spaziale     | Chitarra elettrica | Chitarra spaziale     | Basso spaziale    | Batteria spaziale    | Tamburello        |
| Serenata        | Flauto Traverso    | Clarinetto         | Pianoforte            | Clavicembalo      | -                    | -                 |
| Calypso         | Steel drum         | Steel drum         | Steel drum            | Steel drum        | -                    | -                 |
| Hip hop         | Rapper             | -                  | Pianoforte spaziale   | Basso spaziale    | Piatti da DJ         | Conga spaziali    |
| Parata          | Tromba             | Clarinetto         | Tromba                | Tuba              | Fischietto           | Cheerleader       |
| Giocattoli      | Corno spaziale     | Corno spaziale     | Pianoforte giocattolo | Corno spaziale    | Tamburo da parata    | Nacchere          |
| Funk            | Tromba             | Sassofono          | Chitarra spaziale     | Basso elettrico   | Batteria standard    | Battimani         |
| Con animali     | Costume da gatto   | Costume da gatto   | Costume da cane       | Tuba              | Grancassa            | Tamburello        |
| Karate          | Chitarra elettrica | Chitarra elettrica | Chitarra elettrica    | Basso elettrico   | Batteria rock        | Karateka          |
| Stile NES       | Corno NES          | Corno NES          | Corno NES             | Corno NES         | -                    | -                 |
| A cappella      | Voce               | Voce               | Voce                  | Voce              | Beatboxer            | Battimani         |

## Accoglienza
| Pubblicazione              | Punteggio |
| -------------------------- | --------- |
| GameRankings               | 64,7%     |
| Metacritic                 | 63%       |
| 1UP.com                    | A-        |
| Game Informer              | 3/10      |
| GamePro                    | 3,5/10    |
| GameSpot                   | 6,5/10    |
| GameSpy                    | 3,5/10    |
| GameTrailers               | 5,8/10    |
| IGN                        | 5/10      |
| Nintendo World Report      | 7/10      |
| Official Nintendo Magazine | 80%       |
| X-Play                     | 3/5       |
| Wired                      | 7/10      |

Wii Music è stato classificato 10º tra i videogiochi più venduti del mese in America nel novembre 2008. Il mese successivo, è sceso all'11º posto nel mese in America con 480 000 copie vendute. In accordo al NDP Group, nel 2008, sono state vendute circa 865 000 copie in Nordamerica (Messico e Canada compresi). Nel marzo 2009, Wii Music ha venduto circa 2 650 000 copie nel mondo.